# 드미트리 베레스토프
드미트리 블라디미로비트치 베레스토프(러시아어: Дмитрий Владимирович Берестов, 1980년 6월 13일 ~ )는 러시아의 역도 선수이다. 그는 2004년 하계 올림픽때 105 kg급 경기에서 금메달을 획득했다. 그의 키는 186 cm이고 몸무게는 105 kg이다.
2006년 7월에 베레스토프는 도핑 테스트에서 실패했고 2년 동안 자격정지 징계를 받았다.베레스토프는 2008년 유럽 역도 선수권 대회에서 복귀했고 종합 부문에서 금메달을 획득했다.
그는 부상 때문에 2008년 베이징 하계 올림픽에 출전하지 못했다.